# Estación Arniqueiras
La Estación Arniqueiras es una de las estaciones del Metro de Brasilia, situada en la ciudad satélite de Águas Claras, entre la Estación Guará y la Estación Águas Claras.
Fue inaugurada en 2001 y atiende a moradores y trabajadores de las primeras manzanas de la ciudad.

## Cercanías
- Espacio Veredas
- Residencial Isla da Madeira
- Edificio Miguel Luís